# 太夫峰
太夫峰（たゆうみね）とは、青森県深浦町の山である。

## 概要
白神ラインの一ッ森峠(700m)に太夫峰登山口がある。登り初めてから程なく登山道は急峻になり、木階段が取り付けられている道となる。登り切ると、登山口から1時間弱で一ツ森流山(919m)に到達する。稜線を進むと、熊に悪戯された標識が途中に見られ、萢沼に達する。ここからは、また登山道が急になり登り切ると、やがて三角点がある太夫峰につく。一ツ森流山からは１時間15分程度かかる。山頂からの眺望は優れており、岩木山や向白神岳などを眺めることができる。
太夫峰まで登山道が整備されている。1965年には、林野庁によりここから更に向白神岳を過ぎ、白神岳まで登山道が切り開かれ、国体青森県予選が開催された。現在では、太夫峰より奥の登山道は藪に覆われていて、踏破は極めて困難である。途中で引き返したとする記録も多い。
太夫峰から藪を漕いで南に進むと、太夫峰の双耳峰の直角峰につく。ここで文字通り直角に方向を変えて西に進むと、小草原がある吉ヶ峰(1180m)に至る。吉ヶ峰から南に稜線を進むと向白神岳に至るが、深い藪が道をふさぎ踏破は極めて難しい。

## 参考文献

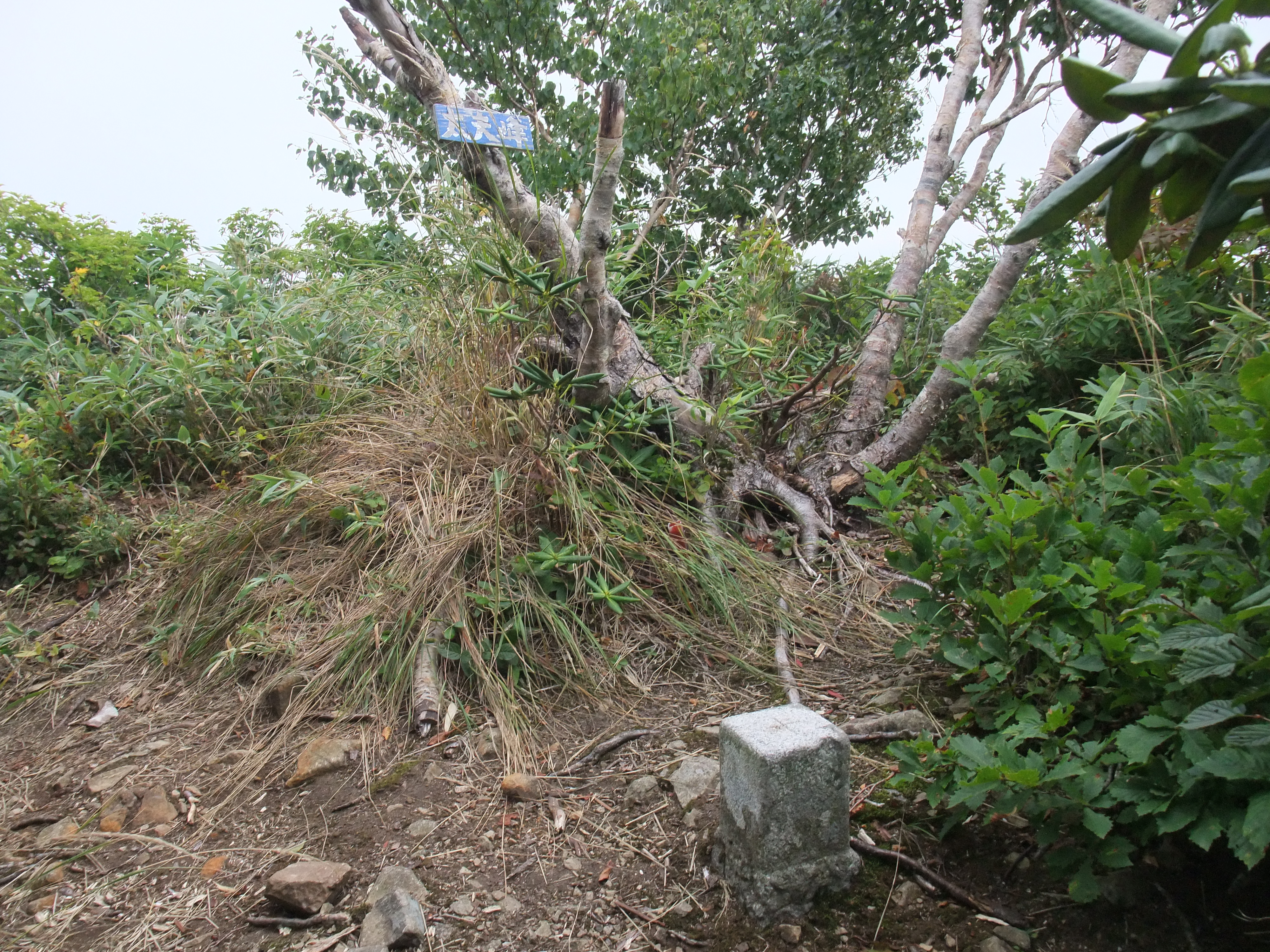
太夫峰山頂